# Munitionnaire
Le terme munitionnaire désigne une personne qui, par contrat, se charge de la fourniture et la distribution des vivres et du fourrage à l'armée, ou à la marine, du souverain. Cette fonction existera de la fin du XVIe siècle jusqu'au Premier Empire.

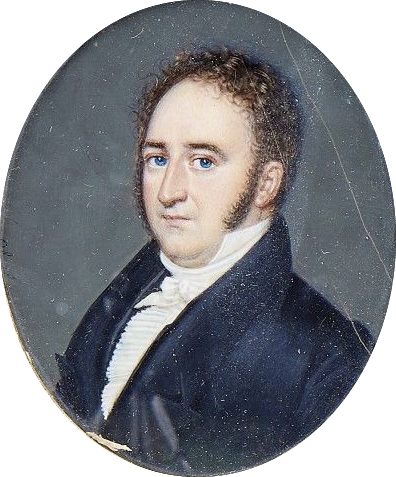
Portrait de G-J. Ouvrard (1770-1846), financier célèbre ayant exercé le rôle de « munitionnaire ».

Contrairement à ce que l'acception moderne du terme laisse penser, le munitionnaire ne fournit pas d'armes ni de munitions mais les moyens de subsistances (munitions de bouche) ainsi que la logistique de leur distribution (transports, marchés, etc.).
Cette fonction assure des fortunes à des contractants ; elle apporte aussi des faillites retentissantes. L'ascension des frères Pâris repose, par exemple, en grande partie sur ce type de contrat.

## Origine
Jusqu'au XVIe siècle, le ravitaillement des armées en campagne repose sur des contributions demandées aux populations et des fournitures proposées par des marchands. La tradition fait remonter l'apparition du munitionnaire à 1574, quand le duc de Montpensier, devant Lusignan, passe contrat avec Amaury Bourguignon pour nourrir son armée.

## Caractéristiques

### Financières
Le contrat de fournitures est passé entre l'administration royale et un munitionnaire désigné. Ce dernier n'est qu'un « prête-nom » en ce qu'il représente une société commerciale, celle qui va effectuer les termes du marché. Le recours à une société est rendue nécessaire par les modalités de paiement du roi. Les paiements sont effectués avec des mois, voire des années, de retard, en fonction de l'état des finances royales. Les munitionnaires doivent être en mesure d'avancer l'argent nécessaire aux fournitures et d'attendre le paiement.

### Administratives
Le munitionnaire doit disposer des infrastructures de stockage, des moyens de transport et des compétences nécessaires. Par exemple, disposer de tonneliers, de charretiers, de lieux d'abattage et de bouchers.
Dans le cas de la marine, des employés du munitionnaire seront embarqués sur les vaisseaux. Ce sera le cas du « coq » (cuisinier) et du « maître-valet » (commis aux vivres).

#### Articles
- Jean-Eric Iung, « L'organisation du service des vivres aux armées de 1550 à 1650. », Bibliothèque de l'École des chartes, vol. 141, no 2,‎ 1983, p. 269–306 (DOI 10.3406/bec.1983.450304, lire en ligne).
- Jean-Luc Lahitte, « La commercialisation des denrées chez les gens de mer, sur les bâtiments de guerre français au XVIIIe siècle », Chronique d'Histoire Maritime, N° 43, juin 2001, pp. 23-33, .

#### Ouvrages récents
- Lucien Bély (dir.), Dictionnaire de l’Ancien Régime : royaume de France, XVIe - XVIIIe siècle, Paris, Presses Universitaires de France, 2002, 1384 p. (ISBN 978-2-13-052512-7), « Munitionnaire », p. 867-868.
- André Corvisier (dir.), « Dictionnaire d'Art et d'Histoire militaires », Paris, 1988, PUF, 884 pages, notices « Intendance » (pages 467-472) et « Ravitaillement » (pages 709-710),  (ISBN 978-2130401780).

#### Ouvrage ancien
- Louis Dupré d'Aulnay, « Traité général des subsistances militaires », Paris, 1744, 2 tomes, 662 pages, .